# USS Brooklyn (CL-40)
L'incrociatore leggero USS Brooklyn, capoclasse della classe omonima, ha prestato servizio per 56 anni prima nella US Navy e dopo aver preso parte alla seconda guerra mondiale con il nome O'Higgins nella Armada de Chile.

## Servizio
La nave costruita nel cantiere navale di New York varata il 30 novembre 1936 è entrata in servizio il 30 settembre 1937 e alla fine del 1938 raggiunse la flotta dislocata nella Zona del Canale di Panama. Nel periodo precedente all'entrata in guerra degli Stati Uniti, come tutte le unità della sua classe venne utilizzata nella normale attività di squadra e a metà aprile 1939 fece ritorno negli Stati Uniti per partecipare il 30 aprile all'apertura New York World's Fair, l'esposizione universale di New York.

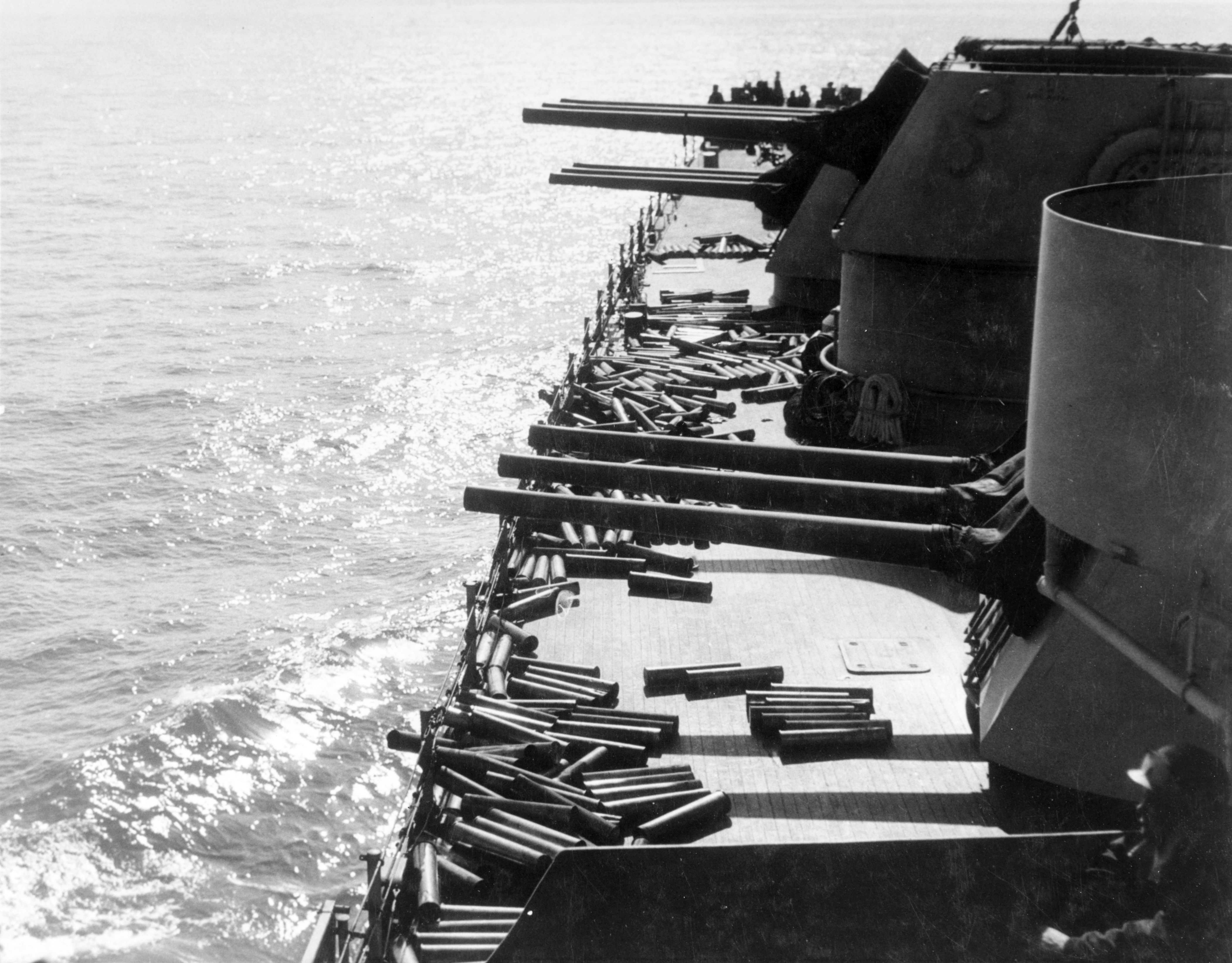
I cannoni di prua della nave bombardano la costa presso Licata in Sicilia il 10 luglio 1943

Tra il 23 maggio e il 3 giugno 1939, il Brooklyn operò come nave-comando durante le operazioni di recupero dei superstiti dell'equipaggio del sommergibile USS Squalus (SS-192), affondato sei miglia al largo della costa del New Hampshire, per poi raggiungere la costa ovest e prendere parte alla riapertura della Golden Gate International Exposition, l'esposizione universale tenutasi a San Francisco per celebrare la recente apertura dei due ponti della Baia di San Francisco, il Bay Bridge e il Golden Gate Bridge operando poi nella costa occidentale fino al marzo 1941, quando partì per una crociera nel Sud Pacifico, per poi al termine della crociera essere aggregato alla flotta dell'Atlantico, impegnato prima dell'entrata in guerra degli Stati Uniti in compiti di scorta dei convogli diretti verso la Gran Bretagna, compito che proseguì dopo l'entrata in guerra degli Stati Uniti.
Nel novembre 1942 il Brooklyn, insieme ai gemelli Philadelphia e Savannah prese parte alle operazioni di appoggio agli sbarchi in Africa settentrionale in cui i tre incrociatori bombardarono postazioni di militari fedeli al Regime di Vichy rispettivamente a Fedhala, Safi e Kasba nel Marocco francese.
A luglio del 1943 le stesse unità, con l'aggiunta del Boise, effettuarono numerosi bombardamenti controcosta durante gli sbarchi in Sicilia e le successive fasi dell'avanzata alleata verso lo stretto di Messina.
Il Brooklyn, insieme al Philadelphia venne impiegato tra gennaio e febbraio 1944 durante lo sbarco di Anzio e nell'agosto dello stesso anno i due incrociatori vennero impiegati in appoggio allo sbarco in Provenza.
Il Brooklyn continuò ad operare nel Mediterraneo fino al 21 novembre 1944 quando partì dalla Sicilia per giungere negli Stati Uniti il 30 novembre successivo.
Da dicembre 1944 a maggio 1945 entrò in cantiere presso il New York Navy Yard per estensivi lavori di manutenzione. Al termine del conflitto venne ritirato dal servizio attivo il 30 gennaio 1946 e posto in disarmo il 3 gennaio 1947

## La cessione al Cile
Al termine del secondo conflitto mondiale, il ruolo assunto dagli Stati Uniti portò alla costituzione di un'alleanza militare, stipulata con gli stati europei, la NATO, il cui trattato di costituzione venne firmato a Washington il 4 aprile 1949 e portò la Presidenza Truman a presentare, e a far ratificare dal Congresso, il “Mutual Defense Assistance Act”, la cui legge, firmata da parte del presidente Truman, il 6 ottobre 1949, avrebbe consentito agli americani di dare avvio a consistenti aiuti militari non soltanto verso i paesi facenti parte della NATO, ma anche verso tutte le altre nazioni amiche che potevano essere considerate come facenti parte di un unico blocco antisovietico a livello globale. In precedenza, gli Stati Uniti avevano ratificato il Trattato Interamericano di Assistenza Reciproca noto come “Patto di Rio”, siglato a Rio de Janeiro il 2 settembre 1947 al quale, nel tempo, avrebbero aderito quasi tutti i paesi latino-americani. Il trattato avviava rapporti militari tra gli stati partecipanti, originando un concetto di “difesa emisferica” per l'intero continente dell'America meridionale.
I primi stati latino-americani che beneficiarono, nel campo navale, di quanto disposto dal Mutual Defense Assistance Program furono Brasile, Argentina e Cile.
Nell'immediato dopoguerra, la Flotta della Riserva della US Navy era composta da un grande numero di navi. Per quel che riguarda gli incrociatori, alcuni erano di concezione ormai superata e logorati dal lungo servizio prestato durante la seconda guerra mondiale, mentre i numerosi incrociatori leggeri e pesanti di più recente realizzazione come i “Cleveland” e i “Baltimore” erano ritenuti ancora validi per le esigenze della Marina americana, anche in vista del loro impiego in future situazioni di crisi, o essendone possibile, per un certo numero, l'ammodernamento e la conversione in incrociatori lanciamissili, per cui la scelta delle unità da cedere a condizioni favorevoli a nazioni amiche, si limitava quasi forzatamente, ai soli “Brooklyn”, gli ultimi incrociatori di costruzione prebellica, di cui erano disponibili otto esemplari, e che erano unità sufficientemente moderne e tali da garantire ancora numerosi anni di servizio attivo.
Il 4 gennaio 1951 gli Stati Uniti formalizzavano il trasferimento di sei “Brooklyn”, due ciascuno, ad Argentina, Brasile e Cile. Le unità, cedute secondo i termini del Mutual Defense Assistance Program che ne prevedeva una utilizzazione esclusivamente difensiva.

### O'Higgins
L'Armada de Chile ricevette gli incrociatori Brooklyn e Nashville ribattezzati rispettivamente O'Higgins e Prat.
La nave venne venduta al Cile il 9 gennaio 1951 e dopo un ciclo di lavori effettuati presso il Philadelphia Navy Yard venne consegnata ai cileni a Filadelfia il 12 luglio 1951 ribattezzata O'Higgins in onore di colui che viene definito il padre della patria cilena, ricoprendo anche il ruolo di ammiraglia della flotta.

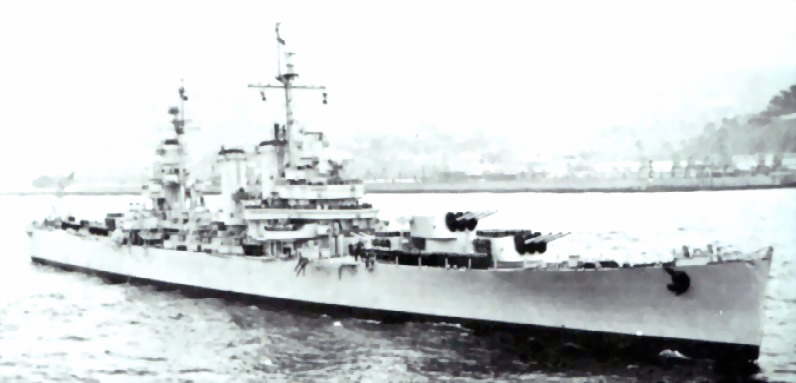
La nave dopo la cessione al Cile

Nel corso della loro lunga attività operativa, entrambe le unità parteciparono a esercitazioni congiunte con altre Marine sud-americane e con la stessa US Navy, tra cui in particolare la UNITAS e sul finire della loro carriera vennero anche impiegate per l'addestramento di ufficiali ed equipaggi.
Nel 1957 O'Higgins e Prat tornarono negli Stati Uniti per un ciclo di lavori nel corso del quale furono sostituite numerose componenti dell'elettronica, procedendo nel contempo anche all'imbarco di radar di scoperta aerea e navale di moderna concezione.
Il 12 agosto 1974, durante una navigazione sottocosta nella Patagonia cilena, l'incrociatore O'Higgins incagliò urtando uno scoglio non segnalato, riportando danni gravissimi, con lo scafo che risultò squarciato per una settantina di metri, e imbarcando più di 2.500 tonnellate d'acqua, con tutti i locali macchina allagati e la nave completamente priva di potenza motrice ed energia elettrica; dopo le prime, urgenti riparazioni effettuate sul posto, dagli specialisti di unità soccorso e ausiliarie, alla metà di settembre l’O'Higgins riuscì a raggiungere con i propri mezzi l'arsenale di Talcahuano per i lavori di riparazione che richiesero più di un anno.
Nel 1977 rientrò in cantiere presso l'arsenale di Talcahuano per urgenti lavori di ammodernamento, in conseguenza delle tensioni con l'Argentina per la questione del Conflitto del Beagle per la sovranità delle isole del canale Beagle e dello spazio marittimo adiacente, che rivestono un notevole valore strategico per il passaggio tra gli oceani Atlantico e Pacifico. Nell'occasione vennero usati come ricambi alcune parti del Tamandarè, un incrociatore della stessa classe della Marinha do Brasil, andato in disarmo. La nave, come le altre unità maggiori della Marina cilena, venne verniciata con una vistosa colorazione mimetica a toni di bianco, grigio e blu, in ragione della particolare conformazione dell'ambiente naturale in cui le navi si sarebbero trovate ad operare, con una costa frastagliata, ricca di isole, insenature e canali, tale da consigliare, anche nell'era dell'automazione e dell'elettronica, l'applicazione di livree mimetiche su unità destinate ad essere utilizzate sottocosta e nelle particolari condizioni di luce dell'inverno australe.
La nave non era tuttavia pronta quando la flotta cilena venne inviata verso la Terra del Fuoco il 22 dicembre 1978 e il compito assegnato fu quello di proteggere le attrezzature petrolifere di Talcahuano in caso di attacco aereo. Lo scontro con l'Argentina venne però evitato grazie alla mediazione di Giovanni Paolo II e della Santa Sede.
L'ultimo Brooklyn a rimanere in servizio fu proprio l'incrociatore O'Higgins che nonostante fosse stato adibito, nel tempo, a compiti addestrativi e stazionari prestò servizio sino al 1991, innalzando per l'ultima volta l'insegna di ammiraglia nel 1990 in occasione della rivista navale del 1990.
Dopo la sua radiazione, la nave venne venduta per demolizione, ma mentre veniva rimorchiata verso il cantiere di demolizione affondò al largo delle Isole Pitcairn.